# 得荣杭子梢
得荣杭子梢（学名：Campylotropis yajiangensis var. deronica）为豆科杭子梢属下的一个变种。

## 扩展阅读
- 維基物種上的相關：得荣杭子梢